# Erwin von Kreibig

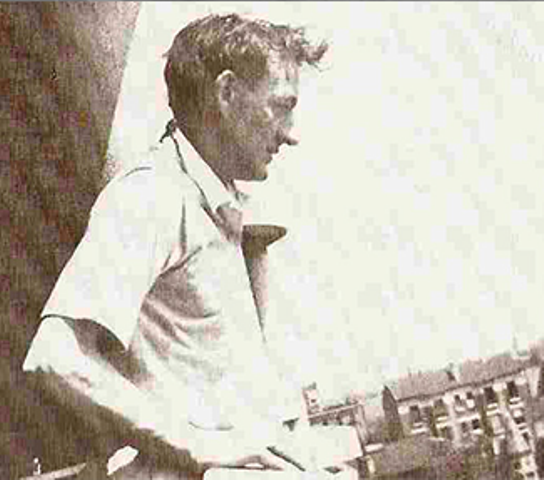
Erwin von Kreibig in Paris 1932

Erwin von Kreibig (* 27. Juli 1904 in München; † 2. September 1961 ebenda) war ein deutscher Maler, Zeichner, Grafiker und Buchillustrator.

## Leben und Wirken
Erwin von Kreibig wuchs als eines von drei Kindern des Mathematikers Arthur von Kreibig im – für seine Kunstszene bekannten – Münchner Stadtteil Schwabing auf. Er besuchte ab 1913 ein Klosterinternat und durchlief ab 1919 eine Ausbildung zum Ziseleur. Ab 1921 absolvierte er die Kunstgewerbeschule München, wo er unter anderem von Richard Riemerschmid unterrichtet wurde. Anschließend arbeitete er mit seinem ein Jahr älteren Bruder Erich (1903–1989) für die „Vereinigten Werkstätten“ und „Deutschen Werkstätten“ in München. Der Erfolg reichte bis in die USA, wo sie bis in die 1930er Jahre in New Yorks Fifth Avenue die bekanntesten Galeristen belieferten. Daneben war Erwin von Kreibig als freischaffender Künstler tätig und arbeitete u. a. für die Zeitschriften Simplicissimus, Jugend und Eulenspiegel.
Obwohl Erwin von Kreibig, der den „Juryfreien“ angehörte, mehrfach Gemälde und Graphik im legendären Münchner Glaspalast ausstellen konnte, war der wirtschaftliche Erfolg bescheiden. 1932 heiratete Bruder Erich eine deutschstämmige Südafrikanerin. Ein Reisestipendium der Stadt München ermöglichte Erwin von Kreibig 1932 den Aufenthalt in Paris, wo in seinem Atelier auf Montparnasse einige seiner besten Werke entstanden sind. 1933 zog er nach Ibiza, kehrte aber 1936 wegen des Ausbruchs des Spanischen Bürgerkriegs nach München zurück. Von den Nationalsozialisten wurde seine Kunst inzwischen als „entartet“ eingestuft. Da ihm in München somit die Existenzgrundlage entzogen war, nahm er zusammen mit seiner Schwester Amanda (1903–1989) nach einem Aufenthalt in Südtirol (Schloss Gandegg) bis 1952 in Sanremo seinen Aufenthalt. 1952 kehrte er nach München zurück. Auf einer Reise nach Kenia (1956) entstanden nochmals eindrucksvolle Gemälde. Kurz vor seinem Tode 1961 erhielt er von der Stadt München den erstmals vergebenen Schwabinger Kunstpreis für Malerei verliehen, den er allerdings nicht mehr persönlich entgegennehmen konnte.
Sein Bruder Erich, der schon zu Lebzeiten Erwin von Kreibigs einen Großteil seines Werkes sichern konnte, widmete sich dem Erhalt und der Sammlung der Werke Erwins. Neben der Organisation von Ausstellungen und der Herausgabe eines Buches gehörte dazu die Gründung der Erwin von Kreibig Stiftung im Jahre 1989. Diese Stiftung eröffnete am 23. September 1991 im Südlichen Schloßrondell Nr. 1 Schlossrondell Nymphenburg das Erwin von Kreibig Museum. Dort werden in ständiger Ausstellung die Werke Erwin von Kreibigs sowie Wechselausstellungen mit Werken anderer Künstler gezeigt.